# Prínia de Sierra Leone
La prínia de Sierra Leone (Schistolais leontica) és una espècie d'ocell passeriforme del gènere Schistolais que pertany a la família Cisticolidae endèmica de les muntanyes d'Àfrica occidental.

## Distribució i hàbitat
Es troba a les muntanyes de Guinea, Libèria, el nord-est de Sierra Leone i l'oest de Costa d'Ivori.
L'hàbitat natural són els matolls al voltant dels boscos de galeria de muntanya i també les zones de matoll limítrofs entre el bosc alpí i els herbassars de muntanya. Està amenaçat per la pèrdua d'hàbitat, especialment per les tales per establir mines de ferro.